# Archivo Histórico Provincial de Lugo
El Archivo Histórico Provincial de Lugo es un centro de titularidad estatal y gestión transferida desde 1989 a la Comunidad Autónoma de Galicia. 
Depende orgánicamente de la Jefatura Territorial de la Consellería de Cultura, Educación y Ordenación Universitaria en Lugo y, funcionalmente, de la Subdirección General de Archivos, dentro de la Secretaría General de Cultura.
Actualmente, custodia unos 18.000 m de documentación, procedente de todos los ámbitos y sectores de la provincia. Presta servicio al público, a la administración y a los investigadores.
Tiene su sede en un edificio funcional situado en la calle Cambria, en las proximidades del centro de la ciudad.

## Historia
El Archivo Histórico Provincial de Lugo fue creado por la Orden del Ministerio de Educación Nacional del 10 de mayo de 1951, como resultado de un largo proceso iniciado en 1938 por el Patronato Provincial de Archivos, Bibliotecas y Museos, a partir de la publicación del Decreto conjunto de los ministerios de Justicia e Instrucción Pública y Bellas Artes del 12 de noviembre de 1931, por el que se crean los archivos históricos provinciales.
Se instaló provisionalmente en unos locales cedidos por la Diputación en el Palacio Provincial, provisionalidad que se mantuvo a lo largo de 37 años, desde 1951 hasta 1988, fecha en la que se construye un edificio propio.
Con la construcción de este edificio, el Archivo Histórico Provincial de Lugo va a disponer de espacio para ejercer sus labores de custodia y servicio. Hasta entonces, y a causa de lo exiguo de los depósitos, solo podía recoger los protocolos notariales del distrito de Lugo, del archivo municipal de la capital y de las contadurías de hipotecas de la ciudad, pero los nuevos locales le permiten cumplir desahogadamente con sus funciones.
De titularidad estatal y gestión transferida a la Comunidad Autónoma de Galicia, de acuerdo con la legislación vigente, el Archivo Histórico Provincial de Lugo es el encargado de recibir, custodiar y servir la documentación producida por los órganos de la Administración periférica del Estado en la provincia de Lugo, la documentación judicial y también la producida por los órganos periféricos de la Junta de Galicia en Lugo. Además recoger documentación mediante compra, donación o depósito fondos privados o colecciones documentales.
Forma parte del Sistema de Arquivos de Galicia y del Sistema Estatal de Archivos.

## Edificio
El edificio tiene seis plantas, tres subterráneas, todas ellas con las instalaciones y con las medidas de seguridad precisas para el óptimo cumplimiento de sus funciones, así como accesos e servizos para discapacitados.
En las tres plantas a nivel de suelo se encuentran los locales de trabajo y de servicio al público. En la planta baja, se sitúa el dique de recepción de documentos, la sala de limpieza y desinfección y la zona de usos múltiples, para exposiciones y actividades de difusión. En la primera planta, oficinas, despachos, sala de repografía, mecanización, sala de investigadores y biblioteca auxiliar. En el segundo piso, se encuentra la sala de clasificación de documentos, los laboratorios de restauración, las salas de fotografía y microfilmación y las salas de trabajo técnico.
Los depósitos se sitúan en las tres plantas subterráneas, capaces de albergar unos 20.000 metros de documentos en los compactos de que están dotados.
Cada planta está dividida en tres depósitos, cada uno de aproximadamente 200 m², con pintura ignífuga y antihongos, con puertas antiincendios, instalación eléctrica en tubos antideflagrantes, sistema de ventilación mecánica, control de temperatura y humedad, sistema de detección para humos y extinción de incendios automática por agua micronizada.
El acceso, que está nítidamente separado de la zona de uso público, se realiza a través de escaleras y de montacargas, exteriores a los depósitos para evitar riesgos.
- Metros cuadrados de los depósitos: 2.262, 84 m²
- Metros de estanterías: 20.000 m
- Metros de documentación: 18.965
- Unidades de instalación: 113.810 organizadas e instaladas definitivamente (15.487 m²) y 3.446 sin organizar o en proceso de organización
- Metros cuadrados totales: 3.501, 48 m²

## Fines
La finalidad del Archivo se basa en tres preceptos recogidos en la Constitución Española de 1978:
- Principio de eficacia de las Administraciones Públicas (art. 103.1). El papel de los archivos en la gestión administrativa es imprescindible para dotar a las administraciones públicas de un instrumento que facilite las decisiones de sus órganos y, de esta forma, mejorar el servicio que prestan. Los archivos justifican las actuaciones y actividades de los organismos, testimonian los derechos y deberes de las instituciones y de la ciudadanía, garantizan la transparencia y legalidad de las actuaciones de las administraciones públicas en el ejercicio de sus competencias y apoyan las medidas necesarias para la simplificación y racionalización de los procedimientos administrativos.
- Derecho de acceso de las personas a los archivos y registros administrativos (art. 105.b). El derecho de acceso a la información trata del reconocimiento expreso por la administración pública de que todas las personas tienen derecho a conocer, de manera clara y fehaciente, las actuaciones que directamente les atañen o interesan. Directamente relacionado con el principio de transparencia del sector público, el acceso a la información generada por las instituciones en el ejercicio de sus competencias se considera un derecho fundamental en una sociedad democrática, pues su ejercicio favorece la participación ciudadana y fortalece los principios de seguridad jurídica y publicidad en la gestión de los asuntos públicos.
- Conservación del patrimonio documental público (art. 46). Los archivos tienen la obligación de conservar y custodiar el patrimonio documental público para uso y disfrute por las generaciones actuales y futuras.

## Objetivos y funciones
El Archivo Histórico Provincial de Lugo nació para recoger, servir y custudiar los protocolos notariales de la provincia y, en virtud de la legislación que desarrolla sus funciones, fue asumiendo progresivamente otros fondos y documentos, como los de los órganos judiciales provinciales o los de las administraciones central y autonómica en la provincia. 
Custodia también documentos de procedencia privada (asociacións, empresas, familias...) y, en depósito, los del Ayuntamiento de Lugo. 
Cronológicamente, sus fondos documentales abarcan desde el siglo XV hasta el siglo XX, pero existe algún domento suelto datado del siglo XIV.
El archivo responde a la tipología de archivo intermedio e histórico y el ámbito territorial que abarca es el de la provincia de Lugo.

## Fondos documentales
Fondos públicos:
- Administración de Justicia: Audiencia Provincial de Lugo, Audiencia de lo Criminal de Mondoñedo; juzgados de partido, local y jurisdicciones especiales.

- De fe pública: fondos notariales y contadurías de hipotecas.

- De la administración periférica del estado: custodia la documentación producida por los servicios provinciales de la Administración central o institucional, que deberá ser remitida a los archivos provinciales.

El AHPLU custodia fondos de ámbito provincial, como son los del Gobierno Civil de Lugo, el Patronato para la Mejora del Medo Rural, los documentos procedentes de los departamentos provinciales del Ministerio de Economía y Hacienda en Lugo, así como los de las ofcinas liquidadoras de Hacienda en las distintas localidades de la provincia, y de las delegaciones en la provincia del Instituto Nacional de Estadística, de la Gerencia Territorial del Catastro de Lugo, de los ministerios de Comercio, Consumo, Cultura, Educación, Industria, Medio Rural, Política Territorial, Sanidad, Seguridad e Interior, Servicios Sociales, Trabajo y Turismo.
- De la administración territorial de la Xunta de Galicia en la provincia de Lugo: custodia los fondos de la totalidad de los departamentos, salvo Pesca. Es decir: Adminitraciones Públicas, Economía y Hacienda, Comercio y Consumo, Cultura, Educación e Investigación, Industria, Medio Ambiente, Medio Rural, Política Territorial, Sanidad, Seguridad e Interior, Servicios Sociales, Trabajo y Turismo, también la documentación de las oficinas liquidadoras de las diferentes localidades de la provincia.

- Fondos de las instituciones englobadas en el Movimiento Nacional instauradas a partir del alzamiento militar de 1936: delegaciones provinciales de la Sección Femenina, delegación provincial de Educación Física y Deportes del Frente de Juventudes.

- De la administración corporativa: se custodian los fondos de las cámaras agrarias, de la propiedad urbana y del sindicato vertical de la época franquista.

- De la administración electoral: custodia los fondos de la Junta Electoral Provincial.

Fondos privados:
- De personas y familias, empresas, asociaciones y fundaciones.

Colecciones:
- Documentos en pergamino, colecciones cartográficas e iconográficas, colecciones de fotografías y colecciones de tarjetas postales.

En la actualidad, el archivo reúne más de 90 fondos diferentes que comprenden 19 km de documentación.

## Localización y Servicios

### Servicios de ayuda a la investigación
- Sala de investigadores, con posibilidad de utilizar ordenadores y cámaras fotográficas propias, sujeto a la normativa de consulta.
- Instrumentos de descripción en papel y OPAC para acceder a las bases de datos de los fondos.
- Lectores de microfilm y ordenadores a disposición del público.
- Servicio de asesoramiento para la búsqueda y la localización de documentos.
- Consulta a través de correo postal, correo electrónico e fax.
- Biblioteca auxiliar de referencia.

### Servicios de reproducción
- Se realizan copias en papel y digitales. Formatos en papel: A4, A3 y superiores para documentos de gran tamaño. También existe la posibilidad de grabar imágenes.
- Las reproducciones están sujetas a las tarifas establecidas en la normativa vigente que incluye la realización de la copia, la autorización para su edición, si es el caso, y el envío postal de las copias.
- La solicitud de reproducción en sala se realiza mediante un formulario. La reproducción para la edición necesita de la autorización expresa de los responsables del archivo y de la Consellería de Cultura, Educación y Ordenación Universitaria.
- La reproducción debe respetar la finalidad para la que se concede la autorización.

### Espacios públicos
- Sala de usos múltiples.
- Biblioteca auxiliar de referencia.